# Jolanda Kodra
Jolanda Kodra (născută Iolanda Guazzoni; n. 18 martie 1910, Roma, Regatul Italiei – d. 16 august 1963) a fost scriitoare și traducătoare albaneză, una dintre primele scriitoare în limba albaneză, precum și o traducătoare în limba italiană a operelor scriitorilor albanezi, cum ar fi Ndre Mjeda, Millosh Gjergj Nikolla și Sterjo Spasse.

## Biografie
Iolanda Guazzoni s-a născut la Roma, în Italia, în 1910, ca nepoată a lui Enrico Guazzoni, scenarist și regizor de film italian. Ea a studiat la un liceu clasic, când s-a întâlnit cu Malo Kodra, născut în Gjirokastra, student la Roma. El era profesor de fitness și a dus-o în Albania în 1931. În curând a învățat limba albaneză și a început nu numai să comunice bine, ci și să publice poezii și articole de critică albaneză și literară în reviste bine cunoscute ca Hylli i Dritës, Pérpjekja shqiptare, Fryma, Njeriu și Tomori. A scris articole de critică literară despre operele lui Naim Frasheri, Gjergj Fishta, Migjeni și Ndre Mjeda. Kodra a studiat mai ales operele lui Migjeni și Mjeda, pe care ulterior le-a tradus în italiană. Ea a fost una dintre primele femei care a publicat în Albania, alături de Selfixhe Ciu și Musine Kokalari.
După cel de-al doilea război mondial a lucrat ca traducător din și în limba italiană, precum și limba rusă, traducând scriitori ca Petro Marko și Sterjo Spasse. Nu i s-a permis nici să predea în timpul regimului comunist din Albania, nici să se întoarcă în țara sa până în 1962, cu un an înainte de moartea sa.

## Lucru ca traducătoare
Kodra a tradus în limba italiană aproape toată opera lui Migjeni. A lucrat la poezia sa în versiunea din 1957, publicată de Skënder Luarasi, și le-a terminat în 1962, într-un volum intitulat Poesie e prose. Singurul cântec lipsă este Kanga e fundit. De asemenea, a omis notele lui Migjeni, precum și anumite subtitrări ale unor poezii, cum ar fi Dityramb Nietzsche-an, Melodisë kombëtare și dedicațiile. Traducerile sale din anii 1960 sunt foarte prețioase, pentru că în prezent sunt foarte greu de găsit. Kodra este foarte apropiată față de textul original ca traducătoare, ceea ce era necesar în acei ani pentru a fi un traducător. Din acest motiv, există o schimbare emoțională în traducerile Jolandei Kodra.

## Vezi și
- Listă de scriitori albanezi